# 博蒙地区圣洛朗
博蒙地区圣洛朗（法語：Saint-Laurent-en-Beaumont，法語發音：[sɛ̃ loʁɑ̃ ɑ̃ bomɔ̃]）是法国伊泽尔省的一个市镇，位于该省南部，属于格勒诺布尔区。该市镇总面积13.15平方公里，2009年时的人口为436人。

## 人口
博蒙地区圣洛朗人口变化图示